# Teodorico II
Teodorico II (en gótico, Þiudareiks II 'rey de la nación' de Þiuda 'pueblo, nación' y  reiks 'rey'; (426-466) fue rey de los visigodos del año 453 al 466.

## Biografía
Llegó al poder tras asesinar a su hermano Turismundo con la ayuda de su otro hermano Frederico y por instigación del general romano Aecio. Ya como rey en Toulouse, optó por aliarse con Valentiniano III para asegurar las fronteras del decadente imperio romano y luchar con los pueblos guerreros que acechaban los límites de Roma.
Además, Teodorico II continuó la lucha contra los bagaudas, auténticas guerrillas rurales formadas por esclavos fugados, campesinos pobres y gente excluida de la sociedad y que luchaban contra el poder establecido, ya fuera el Imperio romano o cualquiera de sus reinos asociados como era el caso del reino de Tolosa. Entre 453 y 454, la belicosidad de los bagaudas fue tan extrema que el emperador Valentiniano III envió una expedición que se puso a las órdenes de Teodorico II para luchar contra los insurgentes. La victoria de la expedición romano-goda fue total y, en pocos meses, aplastó con todo tipo de crueldades la insurgencia bagauda.
En 455 tras los asesinatos de Valentiano III y de su sucesor Petronio Máximo, el rey godo Teodorico II impuso a su propio emperador: Eparquio Avito.
Pero mientras Teodorico II tenía su mirada puesta en la sucesión del trono imperial, el rey suevo Requiario asentado en el noroeste de la península ibérica (Hispania), empezó las hostilidades al no reconocer las reivindicaciones territoriales del reino godo. Y los suevos lanzaron ataques contra la Bética, la Cartaginense y la Tarraconense.
Así, el 5 de octubre de 456, el rey godo reunía un importante ejército de soldados burgundios, comandado por sus reyes Gondioc y Chilperico I, su hermano, ambos aliados de Teodorico (Jordanes, Getica, 231). Los suevos se replegaron en el río Órbigo, cerca de Astorga y se inició la batalla del Órbigo. La victoria fue aplastante para los visigodos y burgundios. Meses más tarde y después de una persecución por media Hispania, los godos detuvieron a Requiario, que no obtuvo el perdón del rey y fue ejecutado en diciembre del 456.
En el trono suevo, Teodorico II colocó a Agiulfo como gobernador proporcionándole una tropa para custodiar las fronteras para luchar contra los resistentes cántabros y vascones. Eso sí, no sin antes limitar las fronteras del reino suevo a una pequeña parte de Galicia (Gallaecia). Pero sus continuas tropelías provocaron la rebelión de los suevos e hispanorromanos, iniciándose así un periodo de guerra civil y caos conocido como «Período Oscuro» del Reino Suevo. 
En 457 y con el asesinato del emperador romano Avito a manos del líder suevo-visigodo Ricimero, el rey godo no reconoció al nuevo mandatario del imperio impuesto por Ricimero: Flavio Julio Valerio Mayoriano. Esto hizo que Teodorico II intentara expandir un poco más el reino de Tolosa hacia el norte. Pero Mayoriano, que era general de las legiones romanas, venció a las tropas godas en la batalla de Arelate conquistando la ciudad goda de Arlés y firmando un tratado de paz que duraría tres años, hasta el 460.
Pero las malas noticias también llegaron por el norte del reino. Un general de las Galias llamado Egidio se autoproclamaba rey de los francos y, en una pugna con el contencioso godo, este mató a Frederico, hermano del rey. El monarca godo se vio obligado a pactar con los francos para delimitar las fronteras entre el reino franco y el godo en el río Loira.
Este pacto con los francos se extendió a negociar también con Ricimero y a su nuevo emperador títere: Libio Severo. Esta decisión no gustó nada a los nobles visigodos y, en especial, al único hermano vivo que le quedaba a Teodorico, Eurico. Los nobles pensaban que no había nada que negociar con un imperio en decadencia. Fue así como Eurico buscó aliados entre los nobles para asesinar a Teodorico II en 466 y coronarse como nuevo rey visigodo.
| Predecesor: Turismundo | Rey de los Visigodos 453 – 466 | Sucesor: Eurico |